# Iveth Luna Flores
Iveth Luna Flores (Monterrey, Nuevo León, 1988) es una poeta mexicana. Forma parte de las escritoras poetas que habitan y escriben en el estado de Nuevo León. En sus poemas y escritura toca temas como la violencia íntima y familiar, así como la desigualdad social y la pobreza. Su poemario Comunidad terapéutica ganó el Premio Nacional de Poesía Francisco Cervantes Vidal.

## Trayectoria
Es licenciada en Letras Mexicanas en la Facultad de Filosofía y Letras en la Universidad Autónoma de Nuevo León. Ha tomado talleres de creación literaria y participado en el programa Diálogos con Autores de Nuevo León y en el Boletín Editorial de An.Alfa.Beta en 2023. Desde 2021 imparte talleres especializados de poesía.
Ganadora de diversos premios como el taller de escritura creativa Punto Final, Laboratorio de terminación de obra, impartido por Juan Pablo Villalobos, por el Fondo Ventura, La Feria Internacional del Libro de Oaxaca y Editorial Alma; y del Premio Nacional de Poesía Francisco Cervantes Vidal con su obra Comunidad terapéutica.
Ha sido becaria del Centro de Escritores de Nuevo León en el 2016, del FONCA 2019-2020 y del Sistema Nuevo León para el Impulso Artístico y la Creación 2024. Cuenta con apariciones en revistas como Punto de Partida de la UNAM, Estudios del ITAM, Tierra Adentro, Este País, El Septentrión, Periódico de Poesía (UNAM), Jardín LAC, en la antología Bidi Bidi Bom Bom (Paraíso Perdido, UANL) y en otras antologías nacionales e internacionales.
Además, ha participado en el diálogo del curso Corpoescrituras: género, literatura y voz, dado pláticas en la Facultad de Filosofía y Letras de la UANL, y presentado sus libros en la Feria Internacional del Libro en Monterrey (FIL).  

## Obras
| Año  | Título                                                    | Editorial                      | Notas     |
| ---- | --------------------------------------------------------- | ------------------------------ | --------- |
| 2025 | Perra Mala 666. Poesía desde el micrófono abierto         | U-Tópicas Ediciones            | Antología |
| 2024 | Mis amigas están cansadas                                 | Dharma Books                   |           |
| 2022 | Ya no tengo fuerza para ser civilizada                    | UANL                           | [ 6 ]     |
| 2019 | Bidi Bidi Bom Bom: diez y cinco writers en torno a Selena | UANL                           | [ 7 ]     |
| 2017 | Comunidad terapéutica                                     | Fondo Editorial Tierra Adentro | [ 8 ]     |